# Carlos Ceia
Carlos Ceia (de nome completo Carlos Francisco Mafra Ceia) nasceu em Portalegre a 9 de Outubro de 1961. Aí fez o Curso Complementar no antigo Liceu Nacional de Portalegre. Aos 18 anos, ensina Português nesse mesmo Liceu, experiência decisiva para descobrir a vocação do magistério. Decide então cursar Letras em Lisboa, onde se licencia em Línguas e Literaturas Modernas (Estudos Portugueses e Ingleses), na Faculdade de Letras de Lisboa, em 1985. Já licenciado, foi professor do ensino secundário até 1989, ensinando Português. Em 1989, faz o Curso de Leitor do antigo Instituto de Cultura e Língua Portuguesa (actual Instituto Camões), sendo depois colocado como leitor de Português na Universidade de Cardiff, Reino Unido, entre 1990 e 1993. Aí se doutorou em 1993 com uma tese com o título: The Way of Delphi: A Reading of the Poetry of Sophia de Mello Breyner Andresen. Regressa a Portugal em 1993 para ingressar na Universidade Nova de Lisboa, Faculdade de Ciências Sociais e Humanas (FCSH), para o então Departamento de Estudos Anglo-Portugueses (DEAP), hoje Departamento de Línguas, Culturas e Literaturas Modernas, que coordena entre 2003 e 2004; após a reestruturação dos departamentos da FCSH no final de 2004, coordena o novo Departamento, tendo tido a oportunidade de preparar a implementação do processo de Bolonha nos vários ciclos de ensino.
Em 1997, fez a agregação em Teoria da Literatura, na FCSH. Em 1998, foi Visiting Scholar da Brown University (EUA). É hoje professor catedrático de Estudos Ingleses, dedicando-se, na FCSH/UNL, ao ensino de Literatura Inglesa Contemporânea e Seminário de Inglês (licenciatura), Teoria da Literatura e Estudos Literários Ingleses (mestrado) e aos seminários de Didáctica do Português e Línguas Estrangeiras (doutoramento em Ciências da Educação) e Metodologias em Línguas, Literaturas e Culturas (doutoramento em Línguas, Literaturas e Culturas), áreas em que orienta várias teses. Entre 2001 e 2002, foi Vice-Presidente do Conselho Científico da FCSH, mandato marcado pela reestruturação de todas as licenciaturas daquela instituição no sistema europeu de créditos e na adopção do sistema maior/minor.
É Director do Instituto de Línguas da Universidade Nova de Lisboa, de que é um dos fundadores em 2006. Foi conferencista convidado do mestrado da Universidad de Alcala (Madrid): “Master in Teaching English as a Foreign Language: Teaching English through Literature”, onde leccionou em 2006 o seminário: "The Place of Literature in the Teaching of English". Também colabora com a Universidade Lusíada, onde já ensinou um módulo de Metodologia e Técnicas de Investigação nos cursos de doutoramento. Na FCSH, co-coordena o mestrado em Didáctica do Inglês (formação contínua de professores), que criou em 2007, e em 2015-16 reedita em regime de Elearning, numa parceria com a Universidade Aberta. É também o coordenador geral dos mestrados em ensino da FCSH (formação inicial de professores). Em 2015-16, inicia um doutoramento em Didáctica das Línguas, que também fundou, em parceria com a Universidade Aberta e do qual é ainda coordenador, juntamento com o Doutoramento em Educação, curso em associação com a NOVA FCT e o ISPA.
Coordenou o Departamento de Línguas novamente, entre 2013-14 e 2016-17. É ainda investigador e director (desde 2014) do Centre for English, Translation and Anglo-Portuguese Studies (CETAPS), da FCSH/UNL e FLP/UP, onde dirige o grupo de investigação TEALS: Teacher Education and Applied Language Studies, dedicado ao ensino da língua inglesa em todos os níveis de escolaridade. Nesse contexto, dirige a revista, que fundou, E-Teals: an e-journal of Teacher Education and Applied Language Studies e organiza regularmente, desde 2008, o encontro científico bi-anual: International Conference on Teaching English as a Foreign Language. O projecto principal de investigação é o E-Dicionário de Termos Literários, com vasta equipa de académicos portugueses e brasileiros, que desde 2005 mantém em acesso livre num site que conta já mais de 20 milhões de visitas desde então.
Actualmente, é professor catedrático de Estudos Ingleses na FCSH/UNL e titular da cátedra CIPSH Humanidades Digitais na Educação (The International Council for Philosophy and Humanistic Studies). É também membro do Conselho de Faculdade da NOVA FCSH (entre 2022 e 2025) e desde 2025 do Conselho Científico.
A partir dos melhores trabalhos dos seus alunos de licenciatura das disciplinas de Literatura Inglesa Contemporânea e Seminário de Inglês, tem publicado as seguintes antologias de ensaios: Talent Will Rise – Ensaios de Literatura Inglesa Contemporânea (1ª ed., 2005, 8ª ed., 2016); Angry Young Postmodernism – Ensaios sobre o Pós-modernismo na Literatura e na Cultura Anglo-Americanas, 1ª edição, Lulu Publishing, 2010; 9ª ed., 2024).
Tem vários projectos de investigação/edição em curso: Portugal: Abroad - Imagens de Portugal na Ficção Contemporânea em Inglês (a título individual) e projectos de equipa realizados no âmbito do grupo de investigação TEALS.
Em 2014, faz parte de um grupo de trabalho para implementação do Inglês no currículo nacional do Ensino Básico (1º Ciclo), projecto ambicioso que incluiu a produção de legislação própria, formação adequada de professores e desenvolvimento de novos cursos de pós-graduação.

## Obras

### Livros científicos publicados por editores estrangeiros
1. Comparative Readings of Poems Portraying     Symbolic Images of Creative Genius: Sophia de Mello Breyner Andresen,     Teixeira de Pascoaes, Rainer Maria Rilke, John Donne, John of the Cross,     Edward Young, Lao Tzu, William Wordsworth, Walt Whitman, The Edwin Mellen Press, Lewiston,     Queenston e Lampeter, 2002. ISBN: 978-0-7734-7008-8
2. The Profession of Teaching Literature: A     Portuguese Professor Reflects on the Pedagogical Goals, A Profissão de Professor de Literatura, The Edwin Mellen Press, Lewiston,     Queenston e Lampeter, 2013. ISBN-10:0773445404 |     ISBN-13: 978-0773445406

### Livros científicos publicados por editores nacionais (obras de autor)
1. Normas para Apresentação de Trabalhos Científicos, Presença, Lisboa, 1995a (9ª ed. revista e actualizada em 2012). Edição ne varietur: CreateSpace Independent Publishing Platform; 1 edition, ISBN-13: 978-1983623684; ISBN-10: 1983623687, Jan. 2018.
2. Textualidade - Uma Introdução, Presença, Lisboa, 1995b. Obras Completas de Carlos Ceia, vol. 2, CreateSpace Independent Publishing Platform, ISBN-13: 978-1983600555; ISBN-10: 1983600555, 2018.
3. Iniciação aos Mistérios da Poesia de Sophia de Mello Breyner Andresen, Vega, Lisboa, 1996; edição ne varietur: Obras Completas de Carlos Ceia, vol. 3, CreateSpace Independent Publishing Platform, ISBN-13: 978-1983463303; ISBN-10: 1983463302, 2018.
4. De Punho Cerrado - Ensaios de Hermenêutica Dialéctica da Literatura Portuguesa Contemporânea, Cosmos, Lisboa, 1997; edição ne varietur: Obras Completas de Carlos Ceia, vol. 4, CreateSpace Independent Publishing Platform, ISBN-13: 978-1981121298; ISBN-10: 1981121293, 2017.
5. O Que É Afinal o Pós-Modernismo?, Edições Século XXI, Lisboa, 1998; edição ne varietur: Obras Completas de Carlos Ceia, vol. 5, CreateSpace Independent Publishing Platform, ISBN-13: 978-1981196517; ISBN-10: 198119651X, 2017.
6. A Literatura Ensina-se? - Estudos de Teoria Literária, Colibri, Lisboa, 1999; edição ne varietur: Obras Completas de Carlos Ceia, vol. 6, CreateSpace Independent Publishing Platform, ISBN-10: 1983607274; ISBN-13: 978-1983607271, 2018.
7. O Que É Ser Professor de Literatura? Edições Colibri, Lisboa, 2002. ISBN: 9789727723218
8. Comparative Readings of Poems Portraying Symbolic Images of Creative Genius: Sophia de Mello Breyner Andresen, Teixeira de Pascoaes, Rainer Maria Rilke, John Donne, John of the Cross, Edward Young, Lao Tzu, William Wordsworth, Walt Whitman, The Edwin Mellen Press, Lewiston, Queenston e Lampeter, 2002. ISBN: 978-0-7734-7008-8; ne varietur edition: Obras Completas de Carlos Ceia, vol. 8, CreateSpace Independent Publishing Platform, ISBN-13: 978-1981144167; ISBN-10: 1981144161, 2017.
9. Sexualidade e Literatura - Ensaios sobre Eça de Queirós, Cesário Verde, Almada Negreiros e Alexandre O'Neill, Edições Colibri, Lisboa, 2003; Sexualidade e Literatura - Ensaios sobre Eça de Queirós, Cesário Verde, Almada Negreiros, Alexandre O'Neill e Mina Loy, edição ne varietur: Obras Completas de Carlos Ceia, vol. 9, CreateSpace Independent Publishing Platform, ISBN-13: 978-1979844024; ISBN-10: 197984402X, 2017.
10. O Estranho Caminho de Delfos: Uma Leitura da Poesia de Sophia de Mello Breyner Andresen, Vega, Lisboa, 2003; edição ne varietur: Obras Completas de Carlos Ceia, vol. 10, CreateSpace Independent Publishing Platform, ISBN-13: 978-1983578878; ISBN-10: 1983578878, 2018.
11. E-Dicionário de Termos Literários (org.), versão electrónica disponível em < http://edtl.fcsh.unl.pt> [2005; 2º ed. revista, aumentada e electronicamente actualizada em 2010; 3ªed. em nova plataforma informática em 2018]. [ISBN: 989-20-0088-9]
12. A Construção do Romance – Ensaios de Literatura Comparada no Campo dos Estudos Anglo-Portugueses, Almedina, Coimbra, 2007. ISBN: 9789724030395; edição ne varietur: Obras Completas de Carlos Ceia, vol. 11, CreateSpace Independent Publishing Platform, ISBN-13: 978-1981251261; ISBN-10: 198125126X, 2017.
13. O Professor na Caverna de Platão: As Recentes Políticas para a Formação de Professores em Portugal e o Futuro da Profissão, Caleidoscópio, Casal de Cambra, 2010; edição ne varietur: Obras Completas de Carlos Ceia, vol. 12, CreateSpace Independent Publishing Platform, ISBN-13: 978-1981616596; ISBN-10: 1981616594, 2017.
14. The Profession of Teaching Literature: A Portuguese Professor Reflects on the Pedagogical Goals, A Profissão de Professor de Literatura, The Edwin Mellen Press, Lewiston, Queenston e Lampeter, 2013; A Profissão de Professor de Literatura, edição ne varietur: Obras Completas de Carlos Ceia, vol. 13, CreateSpace Independent Publishing Platform, ISBN-13: 978-1981300648; ISBN-10: 1981300643, 2017.
15. Que Alguém Somos? - O Ensino de Línguas Estrangeiras em Portugal, 2017. E-book, Escryptos, ISBN: 9789899534728; edição ne varietur: Obras Completas de Carlos Ceia, vol. 14, CreateSpace Independent Publishing Platform, ISBN-13: 978-1981787425; ISBN-10: 1981787429, 2017.
16. Estudos sobre Didáctica e Formação de Professores. Lisboa e São Paulo, Portugal: Lisbon International Press. 2023.

### Livros científicos publicados por editores nacionais (obras em co-autoria e edições colectivas)
1. Maria Leonor Carvalhão Buescu e Carlos Ceia, Português A - 10ºano, Texto Editora, Cacém, 1997 (3ªed., 2000).
2. Maria Leonor Carvalhão Buescu e Carlos Ceia, Português B - 11º Ano, Texto Editora, Cacém, 1998a.
3. Maria Leonor Carvalhão Buescu e Carlos Ceia, Português A - 11º Ano, Texto Editora, Cacém, 1998b (3ªed., 2000).
4. Maria Leonor Carvalhão Buescu e Carlos Ceia, Português A - 12º Ano, Texto Editora, Cacém, 1999 (3ªed., 2000).
5. Carmen Muñoz, Luísa Araújo e Carlos Ceia, Aprender uma Segunda Língua, Fundação Francisco Manuel dos Santos, Porto Editora, Porto, 2011. ISBN: 978-972-0-34936-1
6. Novos Caminhos da História e da Cultura, coord. de Carlos Ceia e Isabel Lousada, Actas do 27º Encontro da APEAA, Carcavelos, 27-28 de Abril de 2006, Faculdade de Ciências Sociais e Humanas e Centro de Estudos Anglo-Portugueses, Lisboa, 2007. [ISBN 978-989-95347-0-4]
7. Estudos Anglo-Portugueses – Livro de Homenagem a Maria Leonor Machado de Sousa, coord. de Carlos Ceia, Isabel Lousada e Maria João da Rocha Afonso, Edições Colibri, Faculdade de Ciências Sociais e Humanas e Centro de Estudos Anglo-Portugueses, Lisboa, 2008. [ISBN: 972-772-409-4]
8. Talent Will Rise – Ensaios de Literatura Inglesa Contemporânea (2005-2013), Edição de autor, 7ª edição, 2015. [ISBN: 978-1-4461-6843-1]
9. Letras & Ciências: As Duas Culturas de Filipe Furtado - Livro de Homenagem; Organizadores: Carlos Ceia, Miguel Alarcão e Iolanda Ramos, Caleidoscópio, Casal de Cambra, 2009. [ISBN: 978-989-658-031-5]
10. Angry Young Postmodernism - Ensaios do Seminário de Inglês sobre o Pós-modernismo na Literatura e na Cultura Anglo-Americanas, 9ª ed., Kindle Direct Publishing, 2024, ISBN: 9798305383577.

### Revista editada
1. E-Teals : an e-journal of Teacher Education and Applied Language Studies, Universidade do Porto. Faculdade de Letras. Centre for English, Translation and Anglo-Portuguese Studies (CETAPS), coordenador: Carlos Ceia, ISSN: 1647-712X

### Obra literária
Romance
1. O Professor Sentado: Um Romance Académico (1ª edição: Edições Duarte Reis, Lisboa, 2004)
2. António, em Portalegre Cidade… (Colibri, Lisboa, 2020)

Poesia
1. atEU, Poesia, Lulu.com, 2011. ISBN: 978-1-4467-8902-5